# Svenska nationalkommittén för psykologi
Svenska nationalkommittén för psykologi är en svensk organisation bestående av psykologer vars uppgift främst består av att främja psykologiutbildning och att väcka allmänhetens intresse för psykologi. Svenska nationalkommittén för psykologi företräder också Kungliga Vetenskapsakademien i IUPAC .

## Vetenskapligt pris till yngre forskare i psykologi
Priset till yngre forskare i psykologi instiftat av Nationalkommittén för psykologi vid Kungl. Vetenskapsakademien delas ut årligen. Priset syftar till att premiera en ung forskare (som disputerat inte mer än tre år tidigare) och att stimulera till fortsatt högkvalitativ forskning inom ämnet psykologi. Priset ges till en utvald ung forskare vald från en grupp ungar forskare som blivit nominerade utifrån sin högkvalitativa psykologiska forskning.

### Pristagare 2019[2]
Janna Gottwald 
Övriga nominerade:
- Nina Becker, Karolinska Institutet
- Johannes Björkstrand, Uppsala universitet
- Junhua Dang, Lunds universitet
- Kajsa Järvholm, Lunds universitet
- Delia Latina, Örebro universitet
- Karin Lättman, Karlstads universitet
- Hanna Malmberg Gavelin, Umeå universitet
- Kristoffer Månsson, Karolinska Institutet
- Markus Nyström, Umeå universitet
- Alexander Rozental, Stockholms universitet
- Kristina Sundqvist, Stockholms universitet

### Pristagare 2018[3]
Andreas Stenling
Övriga nominerade:
- Erik Mac Giolla, Göteborgs universitet
- Delia Latina, Örebro universitet
- David Marcusson Clavertz, Lunds universitet
- Kristoffer Månsson, Uppsala universitet
- Alexander Rozental, Stockholms universitet
- Kenny Skagerlund, Linköpings universitet
- Christophe Soussan, Karlstad universitet
- Tina Sundelin, Karolinska Institutet

### Pristagare 2017[4]
Arvid Erlandsson
Övriga nominerade
- Erik Andersson Karolinska Institutet
- Pär Bjälkebring, Göteborgs universitet
- Veit Kubik, Stockholm Universitet
- Janny Stapel, Uppsala Universitet
- Andreas Stenling, Umeå Universitet

### Pristagare 2016[5]
Marcus Lindskog
Övriga nominerade
- Kristina Holmqvist Gattario, Göteborgs universitet
- Anna-Maria Johansson, Umeå universitet
- Björn Lindström, Karolinska institutet
- Artur Nilsson, Lunds universitet
- Sara Pudas, Stockholms universitet